# Androsace à feuilles obtuses
 (décembre 2021).
Androsace obtusifolia
Espèce
L'Androsace à feuilles obtuses (Androsace obtusifolia) est une espèce de plantes à fleurs de la famille des Primulacées.